# روسن (استان دوبریچ)
روسن (به بلغاری: Rosen) یک منطقهٔ مسکونی در بلغارستان است که در شهرستان جنرال توشوو واقع شده‌است.